# Partido Renovação Democrática
Partido Renovação Democrática (PRD) é um partido político brasileiro de centro-direita constituído em 26 de outubro de 2022, a partir da fusão do Patriota e do Partido Trabalhista Brasileiro (PTB). A referida fusão foi homologada pelo Tribunal Superior Eleitoral (TSE) em 9 de novembro de 2023.
Inicialmente o nome e a logomarca do partido seria formado pelo termo Mais Brasil, com o símbolo “+”, seguido do termo Brasil, resultando em “+Brasil”. Porém, durante audiência do TSE, o nome MAIS BRASIL foi impedido, de forma que as autoridades do partido decidiram-se pelo nome "Partido da Renovação Democrática".
Ambos os partidos antecessores não superaram a cláusula de barreira nas eleições gerais de 2022. Com a fusão, os votos válidos de ambos os partidos são somados e a nova agremiação é considerada um partido que superou a cláusula de barreira. Com 1.316.089 filiados em abril de 2025, é o quarto maior partido do país.

## História

### Formação
A partir das eleições gerais de 2018, foi estabelecida a cláusula de barreira progressiva para os partidos políticos do Brasil terem acesso ao fundo partidário e à propaganda eleitoral na televisão e no rádio. Neste ano, o partido Patriota não superou a cláusula de barreira. Consequentemente, o partido incorporou o Partido Republicano Progressista (PRP) e somados os votos de ambos os partidos foi considerado partido que atingiu o percentual mínimo de votos para continuar tendo acesso ao fundo partidário e à propaganda eleitoral.
Em 2022, o partido Patriota e o Partido Trabalhista Brasileiro (PTB) não atingiram a cláusula de barreira. Consequentemente, os partidos deixariam de ter acesso aos recursos do fundo partidário e não teriam direito à propaganda eleitoral gratuita na televisão e no rádio. Assim, os partidos iniciaram negociações para uma fusão. 
Em 26 de outubro de 2022, a fusão foi aprovada pelas convenções nacionais de ambos os partidos, tendo como requisito a não entrada de Roberto Jefferson e Eduardo Cunha no novo partido, como forma de se distanciar da extrema-direita. Foi decidido, na ocasião, que o partido resultante da fusão se chamaria Mais Brasil e que usaria o número 25.
Integrantes do PTB apresentaram impugnação ao processo de fusão, sob alegação de que o deputado Marcus Vinícius Neskau estaria presente, na condição de presidente do PTB na reunião que tratava da fusão do partido com o Patriota. Ele teria sido afastado por determinação de Alexandre de Moraes, no âmbito do inquérito das fake news, razão pela qual os impugnantes alegaram que haveria vício no ato da constituição do partido.
Em 9 de novembro de 2023, o Tribunal Superior Eleitoral (TSE), homologou a fusão, julgando improcedentes 
as impugnações.

### Nome
Originalmente, foi escolhido o nome “Mais Brasil”, sem sigla, para o registro do partido. Todavia, em 2022, o TSE negou a mudança do nome do Partido da Mulher Brasileira para “Por Mais Brasil”, sob fundamento de que o nome não fazia distinção da sua orientação político-ideológica e pode causar confusão entre os eleitores, em relação ao próprio estado brasileiro. Sendo assim, como medida preventiva a uma potencial rejeição do registro do nome “Mais Brasil” por parte do TSE, o partido aprovou, em 2023, o nome “Partido Renovação Democrática” (PRD) como nome subsidiário, no qual o TSE poderia registrar o partido caso rejeitasse o nome “Mais Brasil”.
Em 9 de novembro de 2023, o TSE julgou o caso, homologando a fusão, deferindo o registro do partido com o nome “Partido Renovação Democrática” e a sigla “PRD”.

### Eleições de 2024
Nas Eleições municipais no Brasil em 2024 o partido conseguiu 1.058.160 votos nas eleições dos cargos de prefeito (a) (correspondente a 0,95% dos votos válidos nacionais) e 3.594.578 votos nas eleições dos cargos de vereador (a) (correspondente a 3,18% dos votos válidos nacionais).
O partido elegeu 77 prefeitos em 2024, 189 a menos que os dois partidos antecessores em nas eleições municipais no Brasil em 2020. Tais número correspondem a diminuição de 71,05% no número de eleitos pelo partido para o cargo de prefeito.. Foram, eleitos, pelo PRD, 1.413 vereadores em 2024, 914 a menos que os dois partidos antecessores em nas eleições municipais no Brasil em 2020, correspondendo a diminuição em 39,27% no número de eleitos..
Sendo assim, o PRD foi o segundo partido com a maior diminuição em número de prefeitos eleitos (considerando o número de eleitos pelo PTB e Patriota em 2020).
Entre 2020 e 2024, o número de votos que o partido recebeu (considerando os seus antecessores) diminuiu 77,1% nas eleições para prefeitos e 40,6% nas eleições para vereadores.

### Perspectivas para 2026
Para superar a cláusula de barreira em 2026, o partido deverá obter, nas eleições para a Câmara dos Deputados, no mínimo, 2,5% (dois e meio por cento) dos votos válidos, distribuídos em pelo menos um terço das unidades da Federação, com um mínimo de 1,5% (um e meio por cento) dos votos válidos em cada uma delas. Outra opção é eleger ao menos menos treze Deputados Federais distribuídos em pelo menos um terço das unidades da Federação.
Juntos, o PTB e Patriota obtiveram 2,69% dos votos para Câmara dos Deputados nas eleições de 2022. Todavia, o partido enfrentou rápido declínio no de número de votos nas eleições de 2024. Sendo assim, corre o risco de não atingir o número mínimo de votos necessários para superar a cláusula de barreira novamente, em 2026.
De acordo com a Jurisprudência do Supremo Tribunal Federal é constitucional a lei que proíbe que partidos políticos registrados há menos de 5 anos no Tribunal Superior Eleitoral participem de fusões ou incorporações.
Logo, na hipótese de o PRD não superar a cláusula de barreira nas eleições parlamentares de 2026, o partido não pode recorrer a nova fusão e ou incorporação até 9 de novembro de 2028.
Umas das possibilidades de superar a cláusula de barreira, sem recorrer a fusões ou incorporações, seria a formação de uma federação partidária antes das eleições de 2026. Anteriormente, o PTB, partido antecessor do PRD, se opôs a criação das federações partidárias em 2021.
Todavia, em outubro de 2024, o partido participou de discussões com o PSDB sobre a possibilidade de ingressar na Federação PSDB Cidadania.

#### Possível formação de federação
Em junho de 2025, foi divulgada a negociação para formação da Federação PRD Solidariedade, entre o PRD e o Solidariedade. O anúncio formal da constituição da federação deve ser anunciado em 25 de junho de 2025.

## Programa
O Programa do partido define como seus valores:
1. Consolidação dos direitos individuais e coletivos;
2. O exercício democrático participativo e representativo;
3. A soberania nacional;
4. A construção de uma ordem social justa e garantida pela igualdade de oportunidades;
5. O respeito aos direitos fundamentais da pessoa humana;
6. O respeito ao pluralismo de ideias, culturas e etnias;
7. Realização do desenvolvimento de forma harmoniosa, com prevalência do trabalho sobre o capital, buscando a distribuição equilibrada da riqueza nacional entre todas as regiões e classes sociais.

## Organização
Número de filiados
| Data      | Filiados  | Crescimento anual | Crescimento anual |
| --------- | --------- | ----------------- | ----------------- |
| dez./2023 | 1.334.088 | 1.334.088         | + 100%            |
| set./2024 | 1.331.791 | 2.297             | -0,17%            |